# Phenacoscorpius
Phenacoscorpius es un género de peces de la familia Scorpaenidae, del orden Scorpaeniformes. Este género marino fue descrito científicamente en 1938 por Henry Weed Fowler.

## Especies
Especies reconocidas del género:
- Phenacoscorpius adenensis Norman, 1939
- Phenacoscorpius eschmeyeri Parin & Mandritsa, 1992[3]
- Phenacoscorpius longilineatus Motomura, Causse & Struthers, 2012[2]
- Phenacoscorpius longirostris Motomura & Last, 2009
- Phenacoscorpius megalops Fowler, 1938
- Phenacoscorpius nebris Eschmeyer, 1965